# Armando Diaz
Armando Diaz (italià: Armando Vittorio Diaz)  (Nàpols, 5 de desembre de 1861 - Roma, 29 de febrer de 1928) va ser un general italià i un mariscal d'Itàlia. És conegut sobretot pel seu paper com a cap d'estat major de la Regio Esercito durant la Primera Guerra Mundial a partir de novembre de 1917. Va aconseguir aturar l'avanç austrohongarès al llarg del riu Piave a la Primera Batalla de Monte Grappa. El juny de 1918, va dirigir les forces italianes a una victòria important a la Segona Batalla del riu Piave. Uns mesos més tard, va assolir una victòria decisiva a la batalla de Vittorio Veneto, que va posar fi a la guerra al front italià. Se'l celebra com un dels més grans generals de la guerra.
Va assolir el grau de tinent coronel l'any 1905 i va servir com a cap d'estat major a la divisió militar de Florència. L'any 1910, com a coronel, va servir a la Guerra Italo-Turca, comandant la 21a Infanteria i, quan va perdre el seu comandant, la 93a Infanteria. Durant el seu servei libi, va ser ferit a Zanzur el 1912.
Es va incorporar a l'estat major sota el comandament de Luigi Cadorna després de l'esclat de la Primera Guerra Mundial. Ascendit a general de divisió el maig de 1915, va ser un dels generals més destacats durant les batalles de l'Isonzo. L'ofensiva austro-alemanya a Caporetto va resultar desastrosa per a les tropes italianes i va precipitar la substitució de Cadorna per Diaz com a comandant en cap de l'exèrcit italià.
Les posteriors operacions exitoses de la batalla del Piave i la batalla de Vittorio Veneto van fer augmentar el prestigi de Diaz dins de l'exèrcit. El 1921 Benito Mussolini va nomenar Diaz Ministre de la Guerra, que va mantenir el càrrec fins a la seva promoció a mariscal de camp i la retirada del servei actiu el 1924. Va morir el 1928.